# 竇章
竇章（？—144年），字伯向，扶風郡平陵（今陝西省咸陽西北）人。竇融曾孫、竇萬全之子。有文集二卷。

## 生平
竇章年少時好學，有文章，與馬融、崔瑗為同好，更相互推荐，與王符、張衡等人友善。
永初中，三輔遭羌侵略，竇章到外黄縣避難，住所簡陋，穿的是粗布衣服，吃的是粗茶淡飯，躬勤孝養，然而不停止講習和誦讀，太僕鄧康聞其名，想與他結交為友，竇章不肯前往，鄧康因此更器重他。推薦竇章到東觀擔任校書郎。
漢順帝初年，竇章的女兒十二歲，能寫文章，因才貌雙全選到宮中，受到寵愛，與梁皇后同為貴人。竇章因此升任羽林郎將，遷任屯騎校尉。竇章謙虛下士，推薦當時的人才，有很好的名聲。當時梁、竇二家同尊貴，各有賓客，他們大多都互相陷害，竇章卻推心置腹地對待他們，所以免於禍患。
竇貴人早亡，漢順帝思念不已，詔命史官樹碑頌揚功德，竇章親自起草。自從竇貴人去世，漢順帝禮遇竇章不衰。
永和五年（公元140年），遷少府。漢安二年（公元143年），轉任大鴻臚。建康元年（公元144年），梁太后稱制，竇章自動請辭，在家中去世。

## 延伸阅读
[在维基数据编辑]
 《後漢書/卷23》，出自范晔《後漢書》
 《東觀漢記》